# Wallace D. Wattles
Wallace Delois Wattles (1860-1911) foi um escritor americano do Novo Pensamento. Ele permanece pessoalmente um pouco desconhecido, mas sua obra tem sido amplamente citada e permanece em circulação nos movimentos do Novo Pensamento e de autoajuda.

## Movimento Novo Pensamento
Nascido no Meio Oeste americano, Wattles viajou para Chicago, onde vários líderes do Novo Pensamento estavam estabelecidos, entre eles  Emma Curtis Hopkins e William Walker Atkinson. dando palestras às noites de domingo em Indiana Sua principal editora foi Elizabeth Towne, sediada em Massachusetts.
Ele estudou os textos de Georg Wilhelm Friedrich Hegel e Ralph Waldo Emerson, e recomendou o estudo de seus livros a seus leitores que desejavam entender o que ele caracterizava como "a teoria monística do cosmos"
Através de seu estudo pessoal e experimentação, Wattles afirmou ter descoberto a verdade dos princípios do Novo Pensamento e pô-los em prática em sua própria vida. Ele também defendeu as então populares teorias de saúde do "Grande Masticador" Horace Fletcher, bem como o "Plano Sem café da Manhã" de Edward Hooker Dewey que ele alegava ter aplicado a sua própria vida. Ele escreveu livros delineando estes princípios e práticas, dando-lhes títulos que descreviam seu conteúdo. Sua filha Florence lembrou que "ele vivia cada página" de seus livros..
Um autor prático, Wattles encorajou seus leitores a testarem suas teorias sobre si mesmos em vez de tomarem sua palavra como uma autoridade.

## Influência
Seu livro mais famoso chama-se A Ciência Para Ficar Rico, o mesmo livro que foi presenteado à Rhonda Byrne por sua filha e a inspirou a criar o Livro/Filme O Segredo, onde ensina os princípios de utilização da Lei da Atração para se obter sucesso e prosperidade em todos os setores de nossas vidas.